# Кравчук, Михаил Филиппович
Михаи́л Фили́ппович Кравчу́к (укр. Миха́йло Пили́пович Кравчу́к; 30 сентября (12 октября) 1892, Чолница, ныне Волынская область — 9 марта 1942) — украинский советский математик, академик ВУАН, профессор Киевского политехнического института, соавтор первого трехтомного словаря украинской математической терминологии. Первый, кто начал читать математические курсы на украинском языке.

## Биография
Родился в Чолнице, в семье землемера Луцко-Дубенского присутствия по чиновным делам, коллежского секретаря Филиппа Иосифовича Кравчука и его жены Адельфины Фридриховны. Отец был выпускником отделения лесоводства Петровской сельскохозяйственной академии, православного вероисповедания; мать, лютеранского вероисповедания и немецкого происхождения, владела рядом иностранных языков, играла на фортепиано. В 1901 году семья переехала в Луцк, где проживала в доме Фани Цукерман на Лагерной улице. В 1910 году окончил с золотой медалью гимназию в Луцке. В период учёбы принимал участие в революционном движении, был подвергнут наказаниям со стороны адмнинистрации гимназии. С 1910 по 1914 учился на математическом отделении физико-математического факультета Университета св. Владимира (ныне Киевский национальный университет имени Тараса Шевченко, Киев), где стал учеником Д. А. Граве. В 1914 году получил назначение учителем математики в частную гимназию Луки Жука на Подоле в Киеве, где работал до 1920 года (с перерывом на зиму 1915—1916 года, которую провёл в Москве).
С 1915 по 1918 год состоял профессорским стипендиатом (аспирантом) Киевского Университета. Тогда же, в 1914—1915 годах, в Москве, участвовал в семинарах. С 1918 года состоял приват-доцентом, а с 1920 года — исполняющим должность профессора Киевского университета. В 1917—1920 годах преподавал математику также в педагогическом и архитектурном институтах, сельскохозяйственной академии и электротехнической школе. В 1924 году защитил докторскую диссертацию «О квадратичных формах и линейных преобразованиях». С 1925 года — профессор математики в университете. В 1929 году в возрасте 37 лет избран в действительные члены Всеукраинской академии наук. Член различных математических обществ.
Михаил Кравчук был не просто академическим учёным, это ещё прирождённый педагог, который поддерживал и воспитывал молодых талантливых учёных. Архип Люлька, был обычным сельским парнем, которого великий учёный заметил, работая директором школы в селе Саварка (ныне Богуславский район, Киевская область, Украина) в 1920—1921 гг., приобщил к науке, развил его таланты. Дочь Люльки, Лариса Архиповна, писала: «Имя Михаила Филипповича Кравчука я знала с самого раннего детства… Несомненно, Михаил Филиппович был не только великим Математиком, но и настоящим Учителем, владел божим даром — находить таланты и развивать их».
Молодой одесский рабочий Сергей Королёв своим обучением в Киевском политехническом институте обязан именно М. Кравчуку, чье вмешательство помогло преодолеть бюрократические преграды. Современные математики Ю. Рудавский (ректор Национального университета «Львовская политехника» с 1991 по 2007) и А. Прикарпатский по этому поводу отмечали: «И кто знает, сумел ли стать Королёв первым конструктором космических кораблей, если бы не участие и научная школа академика Михаила Кравчука».
В 1936 году старший научный сострудник Института математики АН УССР С. Ф. Фещенко написал донос в НКВД УССР об антисоветских и националистических взглядах М. Ф. Кравчука. Осенью того же года кампания против М. Ф. Кравчука была развязана администрацией Киевского индустриального института, где он преподавал. В апреле 1937 года был арестован его бывший аспирант В. И. Можар. 14 сентября 1937 года в газете «Коммунист» была опубликована направленная против М. Ф. Кравчука статья «Академик Кравчук рекламирует врагов», подписанная его учителем, директором Института математики АН УССР Д. А. Граве и учёным секретарём института К. А. Бреусом. Уже на следующий день, 15 сентября, академик Кравчук был осуждён общим собранием Института математики АН УССР за «антисоветскую и буржуазно-националистическую деятельность» в стенах института. 17 сентября в газете «Коммунист» была опубликована другая статья «Обличье академика Кравчука» за подписями сотрудников института В. Чернявского и С. Фещенко, которые поставили под сомнение ценность научных трудов учёного.
10 декабря 1937 года состоялось заседание Президиума Академии Наук УССР, где он был осуждён и понижен в должности и зарплате до научного сотрудника Института математики АН УССР. 21 февраля 1938 года он был арестован и лишён звания действительного члена АН УССР.
Со слов академика А. А. Дородницына: Был, например, крупный математик, академик Академии наук УССР Михаил Кравчук. В 1939 году, после присоединения к СССР западных областей Украины, он пытался привлечь способную западноукраинскую молодежь к научным исследованиям. За это был обвинен в национализме и арестован. В 1953 году М. Кравчука освободили из концлагеря, но домой он не доехал — умер в пути. Так вот, в «либеральные» хрущевские времена удалось познакомиться с архивами НКВД и выяснить некоторые моменты, касающиеся судьбы Кравчука. Оказывается, после ареста НКВД направил запрос в институт математики АН УССР: повлияет ли арест Кравчука на развитие математики на Украине? Из института последовал ответ, что никакого значения для развития математики на Украине Кравчук не представляет. Ответ подписали три сотрудника математического института: Илья Яковлевич Штаерман, Феликс Рувимович Гантмахер и Марк Григорьевич Крейн. (Первого я лично не знал, так что не исключена ошибка в написании фамилии.).
23 сентября 1938 года Кравчук был приговорён к 20 годам тюремного заключения и 5 годам ссылки. В 1940 году М. Ф. Кравчук подал первое прошение на пересмотр дела, которое было переслано из Москвы в Киев для дополнительной проверки. В ответ на запрос в Институт математики АН УССР, сотрудники института С. Ф. Фещенко (заведующий отделом теории вероятностей и статистики) и К. А. Бреус (учёный секретарь) вновь подтвердили антисоветскую и националистическую деятельность учёного, в результате чего его прошение было отклонено. Скончался 9 марта 1942 года на Колыме.
15 сентября 1956 года посмертно реабилитирован, 20 марта 1992 года Общим собранием НАН Украины восстановлен в составе действительных членов Национальной академии наук Украины.

## Научная деятельность
Кравчук — автор около 180 научных работ, относящихся к таким областям математики, как алгебра, теория чисел, теория функций, матрицы перестановок, алгебраические, трансцендентные, многочлены, связанные с биномиальным распределением, математическая статистика, теория вероятностей и др. Преобладающее место в творчестве занимали исследования по теории дифференциальных и интегральных уравнений, в частности приближенные методы их решения. Способствовал активному применению вариационных методов в различных отраслях прикладных наук. Много внимания Кравчук уделял истории математики, популяризации науки, был одним из разработчиков украинской математической терминологии. Написал ряд учебников для высшей школы, учебных программ для высшей и средней школы. Был организатором первой на Украине математической олимпиады школьников (1935).
Многочлены Кравчука, относящиеся к классическим ортогональным многочленам дискретного переменного и обобщающие многочлены Эрмита, широко используются в современной математике

## Семья
- Жена — Эсфирь (Фира) Иосифовна Кравчук (урождённая Шварцман, 1894—1957)[13], известен её портрет работы Натана Альтмана, с которым она была знакома с детских лет в Виннице[14][15]. Не зная о смерти мужа, даже после войны продолжала ходатайствовать об его освобождении[16].
  - Дочь Наталья, сын Евгений.

## Память
- В Национальном техническом университете Украины «КПИ» раз в два года проводятся  Международные математические конференции имени академика Кравчука, с трудами которых можно познакомиться на сайте конференции по этой же ссылке. В 2003 году около главного корпуса университета поставлен памятник ученому, на доме, где он жил, установлена мемориальная доска.
- В Дарницком районе Киева именем Михаила Кравчука в 2009 году названа улица[17].
- В Луцке именем Михаила Кравчука названа улица
- Эпоним Матрицы Кравчука
- Эпоним Многочлены Кравчука